# Martin Häusling
Martin Häusling (Bad Wildungen, 26 maart 1961) is een Duits politicus. Sinds de verkiezingen van 2009 is hij lid van het Europees Parlement voor Bündnis 90/Die Grünen (De Groenen/Vrije Europese Alliantie).